# Ghiacciaio Hoffman
Il ghiacciaio Hoffman è un ghiacciaio lungo circa 25 km situato nella regione sud-occidentale della Dipendenza di Ross, nell'Antartide orientale. Il ghiacciaio, il cui punto più alto si trova a circa 1800 m s.l.m., si trova nella dorsale Holland, sulla costa di Shackleton, dove fluisce verso est partendo dal versante sud-orientale della dorsale e scorrendo a fianco al versante meridionale del monte Tripp fino a unire il proprio flusso a quello del ghiacciaio Lennox-King, sopra la superficie dell'insenatura di Richards.

## Storia
Il ghiacciaio Hoffman è stato mappato da membri dello United States Geological Survey (USGS) grazie a ricognizioni tellurometriche effettuate dallo stesso USGS nel 1961-62 e a fotografie scattate durante ricognizioni aeree effettuate dalla marina militare statunitense nel 1960. In seguito, esso è stato così battezzato dal comitato consultivo dei nomi antartici in onore del tenente comandante Robert D. Hoffman, ufficiale in comando della USS Mills durante l'Operazione Deep Freeze del 1965.